# Національна бібліотека Естонії
Національна бібліотека Естонії (ест. Eesti Rahvusraamatukogu) — найбільша наукова бібліотека країни, розташована в центрі Таллінна. Бібліотеку було засновано 1918 року.

## Історія
21 грудня 1918 року тимчасовий уряд щойно проголошеної Республіки Естонія прийняв постанову про заснування державної бібліотеки (ест. Riigi Raamatukogu). Фонди бібліотеки спершу становили лише 2000 томів й були розташовані у флігелі Таллінського замку. Бібліотекою могли користуватися лише депутати Естонського парламенту. З 1919 року бібліотека стала одержувати обов'язковий примірник усіх видань, що публікуються в Естонії. 1935 року було започатковано архівну колекцію естонських стародруків. Протягом 1930-х років фонди бібліотеки зросли до 50 000 одиниць зберігання. Бібліотека стала відкритою для всіх бажаючих.
Під час радянської окупації Естонії бібліотека була перейменована в Державну бібліотеку Естонської РСР (ест. Eesti NSV Riiklik Raamatukogu). Фонди поповнювалися радянськими виданнями з усього СРСР. Частина дорадянських видань з цензурних міркувань була вилучена з загального фонду. 1953 року бібліотеці було присвоєне ім'я естонського письменника Фрідріха Крейцвальда. Фонди зросли до 1 млн одиниць зберігання.
1988 року, під час перебудови бібліотека одержала сучасну назву. З 1989 року бібліотека паралельно до завдань національної бібліотеки почала виконувати функції парламентської бібліотеки, підтримуючи роботу естонських парламентарів як інформаційний центр.
На початок 2009 року фонди бібліотеки становили 3,4 млн одиниць зберігання.

## Будівля
Будівля Естонської національної бібліотеки була споруджена у 1985–1993 роках за проектом естонського архітектора Райне Карпа. Два поверхи восьмиповерхової споруди розташовані під землею. Окрім книгосховища та читального залу на 600 місць у новому приміщенні є також конференццентр, театральний зал та виставкові зали.